# Palazzo Morri

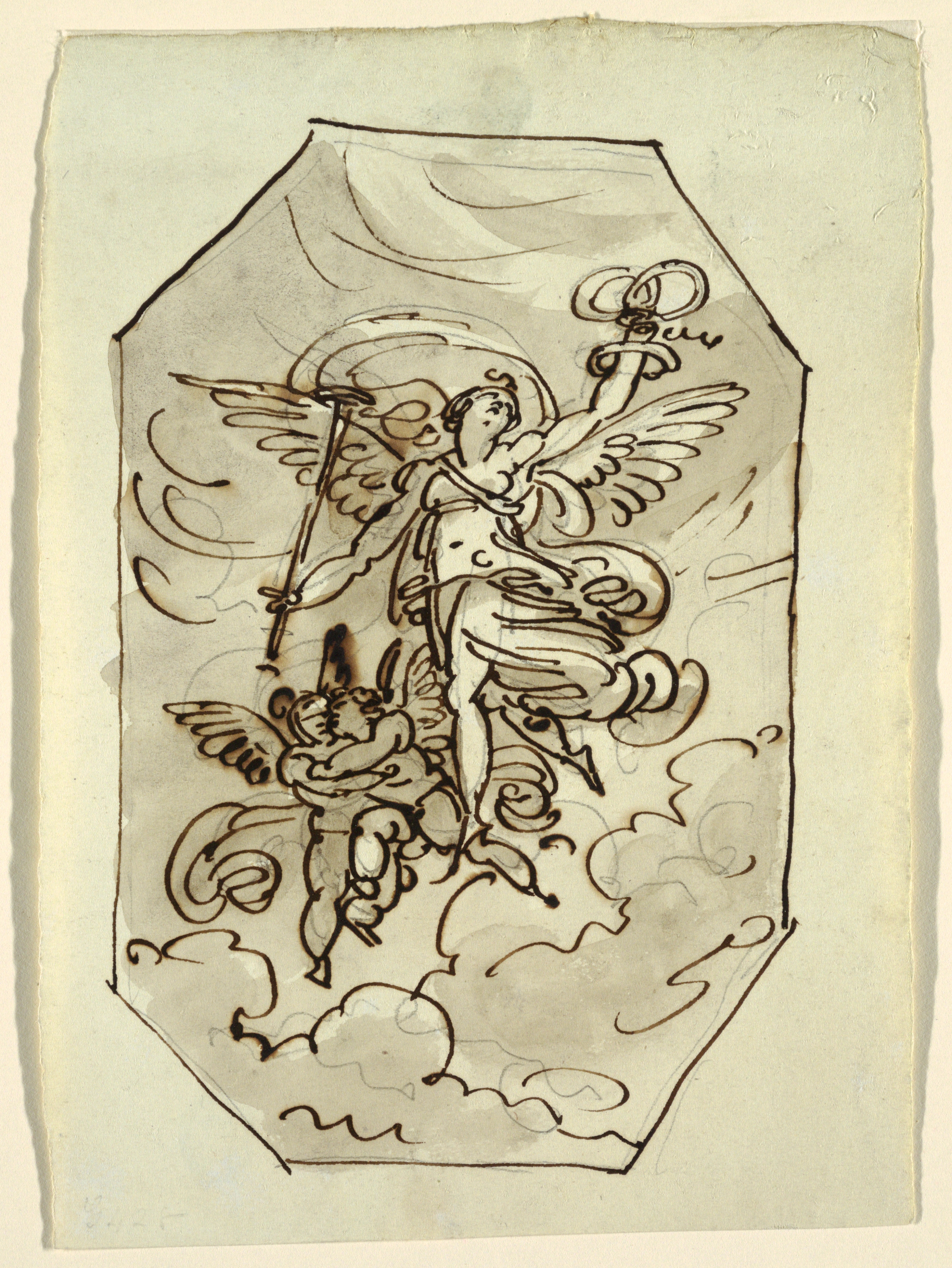

Palazzo Morri o Archi Morri già Salecchi di Faenza è del XVI secolo, situato in via XX Settembre, 13 è di età rinascimentale.
Il Palazzo fu di proprietà dei Salecchi in epoca Napoleonica e poi passò ai Beni Nazionali.
Nel 1798 fu acquistato dai fratelli Morri.
All'interno c'è uno scalone realizzato in stucco da Giovan Battista Ballanti Graziani e dedicato a Dionigi Morri.
Le decorazioni pittoriche del piano nobile e dello scalone sono di Felice Giani. 
Nel salone esiste un grande pannello centrale con la scena della corsa delle bighe nel Circo Massimo, 
unica opera documentata (1816) tra le decorazioni di Giani. 
Altrettanto notevoli sono le decorazioni della Sala degli Dei con le quattro divinità: Zeus, Poseidone, Ade e Atena, e la Sala nuziale con i tondo con le nozze di Paride ed Elena nel soffitto a velario.